# Jékey Aladár
Jékey Aladár (Szászfenes, 1846. január 7. – Kolozsvár, 1919. október 10.) magyar költő, műfordító.

## Életútja, munkássága
Tanulmányait Kolozsvárt végezte, rövid ideig jogot tanult, majd közigazgatási pályára lépett, segédjegyző Vérmezőn apja mellett, írnok a bánffyhunyadi járásbíróságon, időközben az újságírással is megpróbálkozott Pesten.
Az irodalmi élet perifériájára szorítva is "lelkileg benne élt az irodalomban, s figyelte jelenségeit" (Schöpflin Aladár). 1873-ban elküldte addigi verseit Gyulai Pálnak, aki kíméletlenül ledorongolta lírájának finom erotikájú hangvétele miatt. Az értetlen bírálat hatására minden kéziratát megsemmisítette, és eltökélte, hogy felhagy az irodalommal. 1877-ben a tekei telekkönyv-vezetőséghez helyezték át. Itt nősült meg s illeszkedett be a bohém vérmérsékletével szöges ellentétben álló tisztviselői életformába. Később visszakapta önbizalmát, s újabb versei budapesti folyóiratok (többek közt a Fővárosi Lapok, A Hét) hasábjain, valamint a kolozsvári sajtóban jelentek meg, főként azután, hogy 1886-ban Kolozsvárra nevezték ki, ahol 1913-ban mint telekkönyv-hivatali igazgató vonult nyugdíjba.
Az EIT 1888-ban tagjai közé választotta, s 1919. szeptember 19-én megünnepelte az akkor már súlyos beteg költő működésének fél évszázados jubileumát. Alkotókedvének megőrzéséhez Ady Endréhez fűződő barátsága is hozzájárult. "Ama meg nem tévesztők közül való – írta róla 1916-ban Ady a Nyugatban megjelent Tavaszunk kérdez c. verse kapcsán –, akik nekünk örömünk és elégtételünk: megéreztek, bejelentettek, szeretnek bennünket, harcolnak értünk. Azok közül való, akiknek a művészi örök ifjúság igazán sajátjuk, s nem erőlködés vagy szemérmetlen csalás."
Három gyűjteményes kötete jelent meg. A Jékey Aladár költeményei 1879–1889 (Kolozsvár, 1891) a porig sújtott költői hivatástudat darvadozásának jegyében fogant. Az Arany Őszikéivel rokon vershelyzeteket egyéni látásmódján szűri át, úgyhogy "bárha nem fejez ki szokatlanul új, meglepő gondolatokat, az a mód [...], mellyel elmondja, a hangulat, melyet kifejez, az előadás, mellyel kíséri, a háttér, melybe illeszti, meglep, s az ismert dolgok új bájt nyernek" (Ferenczi Zoltán). Ezt az újszerűséget merész szókapcsolataival és lírává szelídült Arany János-i balladasorok zeneiségével teszi hitelessé. Tudatos művészre vall a költő ciklusteremtő készsége is. Az Apró dalok c. kötetben (Kolozsvár, 1896) a saját költői hivatására rátalált lírikus vall a kisemberek világáról: a tisztes munkáról (Munka után; Sztrájk), a természettől való elidegenedésről (A fészek), az elsekélyesedett, csupán a talmi prosperitást hajhászó irodalomról (A szalon poétákhoz; Modus vivendi). Az addig használt tiszta népdalforma mellett egyre sűrűbben alkalmaz a modern témaválasztásával összhangban álló strófaszerkezeteket.
A Versek (Kolozsvár, 1919) gyűjteményes kötet már a költő lírájának summáját nyújtja. A Főnix-dalok ciklusban cicomátlan egyszerűséggel költi újra ifjúsága kielégíthetetlen tüzének vágyait. Halk szomorúság lengi át a férfikor verseiből válogatott Igában ciklust is, midőn a robot "durva gép" módjára gyötörte le "a költő lelkéről a szárnyakat" (A műhelyben). A kötet második részét képező Öreg nóták életművét egyértelműen az Ady-nemzedékbeliekhez kapcsolják, akikkel A "Holnaposok"-nak c. ciklusban nyíltan is sorsközösséget vállal. Műfordítói tevékenységéből néhány francia és német szerző (Sully Prudhomme, Paul Verlaine, ill. Goethe, Lenau) verseinek átültetése ad ízelítőt.
Komolyan foglalkoztatták verstani problémák is; 1890-ben a Fővárosi Lapok hasábjain Petőfi Őrültjének versalakjáról folytatott hosszabb polémiát.
Több versét megzenésítették. Legismertebb a Mezei bokréta ("Bokrétát kötöttem / Mezei virágból..."), Lavotta Rezső szerzeménye. Arcképei: az Erdélyi Írók és Művészek Almanachja 1892 c. kötetben (fénykép) és az 1919-es Versek-kötetben (Kodrean Kornél két rajza).
Költeményei a Fővárosi Lapok, A Hét mellett a Képes Családi Lapokban, a Keresztény Magvetőben és az Unitárius Közlönyben jelentek meg.

## Művei
- Jékey Aladár költeményei 1879–1889 (Kolozsvár, 1891)
- Apró dalok (Kolozsvár, 1896)
- Versek (Cluj, 1919).